# Войцеховский, Марцин
Ма́рцин Рышард Войцехо́вский (пол. Marcin Ryszard Wojciechowski) (род. 7 сентября 1975) — польский журналист, режиссёр, автор неигрового кино. Создатель картин «За Неман» («Za Niemen», 1999) и «Ожидая Миньян» (Czekając na Minjan, 2000), посвящённых судьбе белорусских поляков и польских евреев. Публицист, обозреватель польского ежедневника «Gazeta Wyborcza». Живёт и работает в Москве. С 1 октября 2020 по январь 2024 поверенный в делах Польши в Белоруссии.

## Биография
Окончил Варшавский университет. С 1998 года работал журналистом в редакции «Газеты Выборчей». Был военным корреспондентом во время войны в Косово, свидетелем вторжения НАТО в Югославию, смещения Слободана Милошевича.
Как специалист по Восточной Европе, он многие годы работал корреспондентом «Газеты Выборчей» в Киеве и Москве. Постановщик документальных фильмов «За Неманом» (1998) и «В ожидании Миньяна» (2000), связанных с историческими и общественными темами, в том числе историей поляков на Востоке и польских евреев. Кроме того, он автор статей, освещающих польско-украинские отношения во время Второй мировой войны.
21 августа 2010 года Войцеховский был награждён Премией Польско-Украинского Примирения.

## Награды
- Орден «За заслуги» III степени (Украина, 23 августа 2011 года) — за весомый личный вклад в укрепление международного авторитета Украины, популяризацию её исторического наследия и современных достижений и по случаю 20-й годовщины независимости Украины[3].